# A Dupla Vida de Véronique
La double vie de Véronique (no Brasil e em Portugal: A Dupla Vida de Véronique) é uma coprodução cinematográfica franco-noruego-polonesa dirigida por Krzysztof Kieślowski e com trilha sonora de Zbigniew Preisner.

## Prêmios e indicações
Festival de Cannes (1991)
Melhor atriz: Irène Jacob
Prêmio FIPRESCI: Krzysztof Kieslowski
Prêmio do júri mundial: Krzysztof Kieslowski
Palma de Ouro: indicado para "melhor filme".
Cesar (1992)
Indicada: Irène Jacob (melhor atriz)
Indicado: Zbigniew Preisner (melhor música)
Sindicato dos Críticos de Cinema da França (1992)
Prêmio da crítica: "Melhor filme estrangeiro"
Globo de Ouro
Indicado: "Melhor filme em língua estrangeira"
Associação de Críticos de Cinema de Los Angeles
Prêmio LAFCA: "Melhor música" (Zbigniew Preisner)
National Society of Film Critics Awards
"Melhor filme em língua estrangeira"
Prêmio Sant Jordi (Barcelona) (1993)
"Melhor atriz estrangeira": Irène Jacob
Festival Internacional de Cinema de Varsóvia
Prêmio do público: "Melhor diretor".